# Gare de Saint-Ouen-l'Aumône
Ne doit pas être confondu avec Gare de Saint-Ouen-l'Aumône-Liesse ou Gare de Saint-Ouen-l'Aumône-Quartier de l'Église.
La gare de Saint-Ouen-l'Aumône est une gare ferroviaire française, située sur le territoire de la commune de Saint-Ouen-l'Aumône dans le département du Val-d'Oise en région Île-de-France.
C'est une gare SNCF desservie par les trains du réseau Transilien Paris-Nord (ligne H) et ceux de la ligne C du RER. Un raccordement vers la ligne en direction de Creil se débranche dès la sortie de la gare, en direction de Paris ; il est utilisé par les trains de la transversale Pontoise – Creil.

## Situation ferroviaire
Gare de bifurcation, elle est située au point kilométrique 28,542 de la ligne de Saint-Denis à Dieppe. Elle est également l'origine du raccordement d'Épluches qui permet de rejoindre la ligne de Pierrelaye à Creil. Son altitude est de 30 m.

## Histoire
La gare de Saint-Ouen-l'Aumône est située en hauteur sur un pont franchissant la route départementale 14 (ancienne RN 14) et permet d'accéder directement au centre de Saint-Ouen-l'Aumône.
Autrefois à deux voies, la gare a été reconstruite à trois voies afin d'en accroître la fluidité lors du réaménagement de la gare de Pontoise et de la reconstruction du pont sur l'Oise en 2000.
Cette gare était la seule de la ligne H à posséder des quais hauts de 920 millimètres avant l'arrivée des rames Z 50000 dites Francilien (disposant d'un plancher haut de 970 mm) ; les autres gares se contentaient toutes de quais bas (550 mm) avant le rehaussement des quais de certaines d'entre elles afin de permettre aux voyageurs de bénéficier d'un accès de plain-pied.

## Fréquentation
Le nombre de voyageurs quotidiens se situait entre 1 000 et 5 000 en 2011.
De 2015 à 2023, les estimations de la SNCF sont les suivantes :
| Année         | 2015      | 2016      | 2017      | 2018      | 2019      | 2020    | 2021      | 2022      | 2023      |
| ------------- | --------- | --------- | --------- | --------- | --------- | ------- | --------- | --------- | --------- |
| Fréquentation | 1 828 723 | 1 887 874 | 1 946 678 | 1 968 878 | 1 981 424 | 815 623 | 1 588 019 | 1 826 988 | 1 860 521 |

## Service des voyageurs

### Desserte
La gare est desservie par les trains du réseau Transilien Paris-Nord (ligne H), à raison d'un train à la demi-heure aux heures creuses, et d'un train au quart d'heure aux heures de pointe. Les trains sont généralement omnibus de Paris-Nord à Pontoise. Elle est en outre desservie par les trains de la ligne transversale Pontoise - Creil.
La gare est également desservie par les trains de la ligne C du RER ayant leur terminus en gare de Pontoise, à raison d'un train à la demi-heure aux heures creuses, et d'un train au quart d'heure aux heures de pointe.

### Intermodalité
La gare est desservie par les lignes 1226, 1232 et 1233 du réseau de bus Cergy-Pontoise Confluence et, la nuit, par la ligne N150 du réseau Noctilien.

## Galerie de photographies

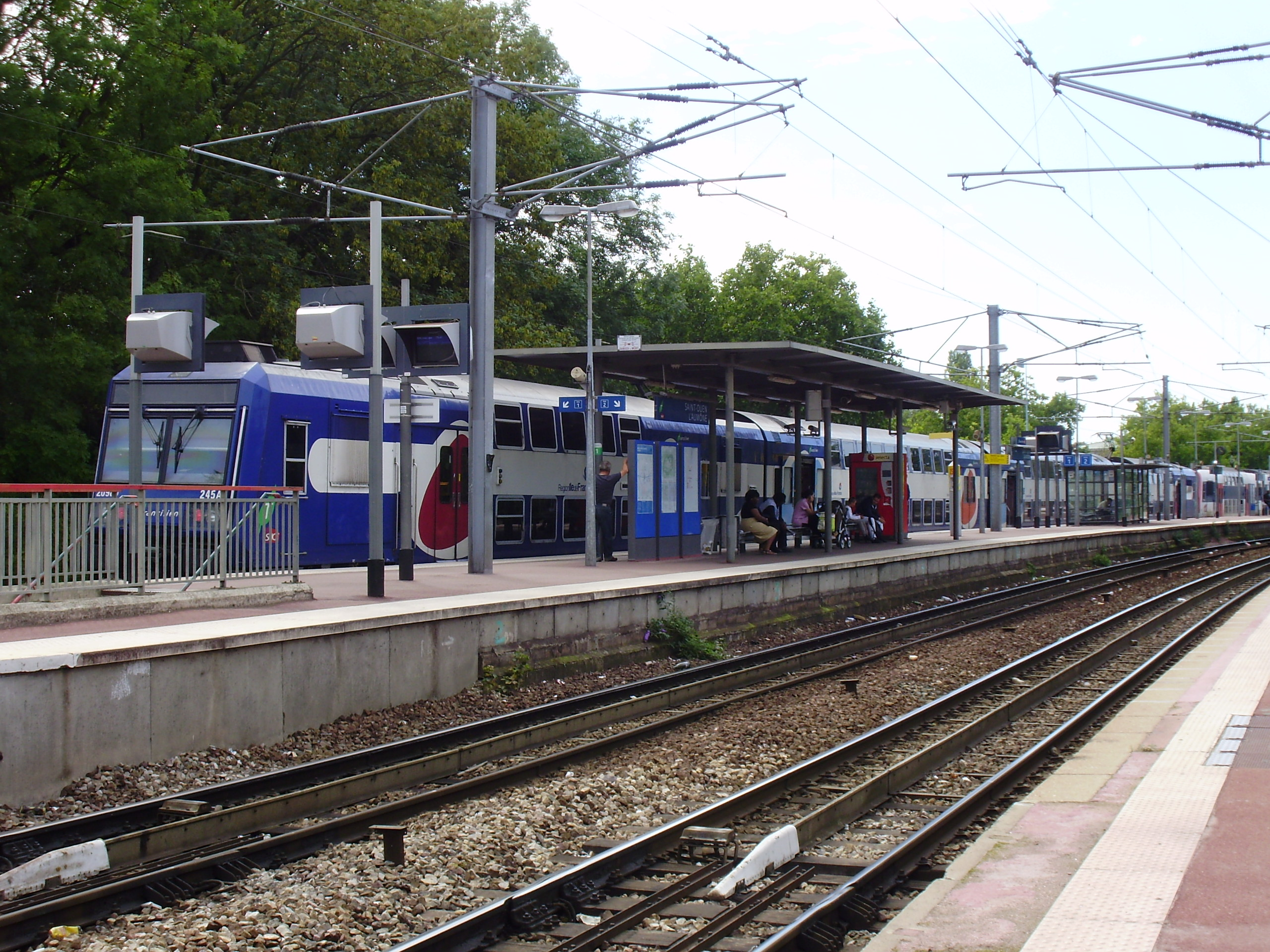
Quai central, pour Pontoise à l'arrière-plan (voie 1) et pour Paris au milieu (voie 2).
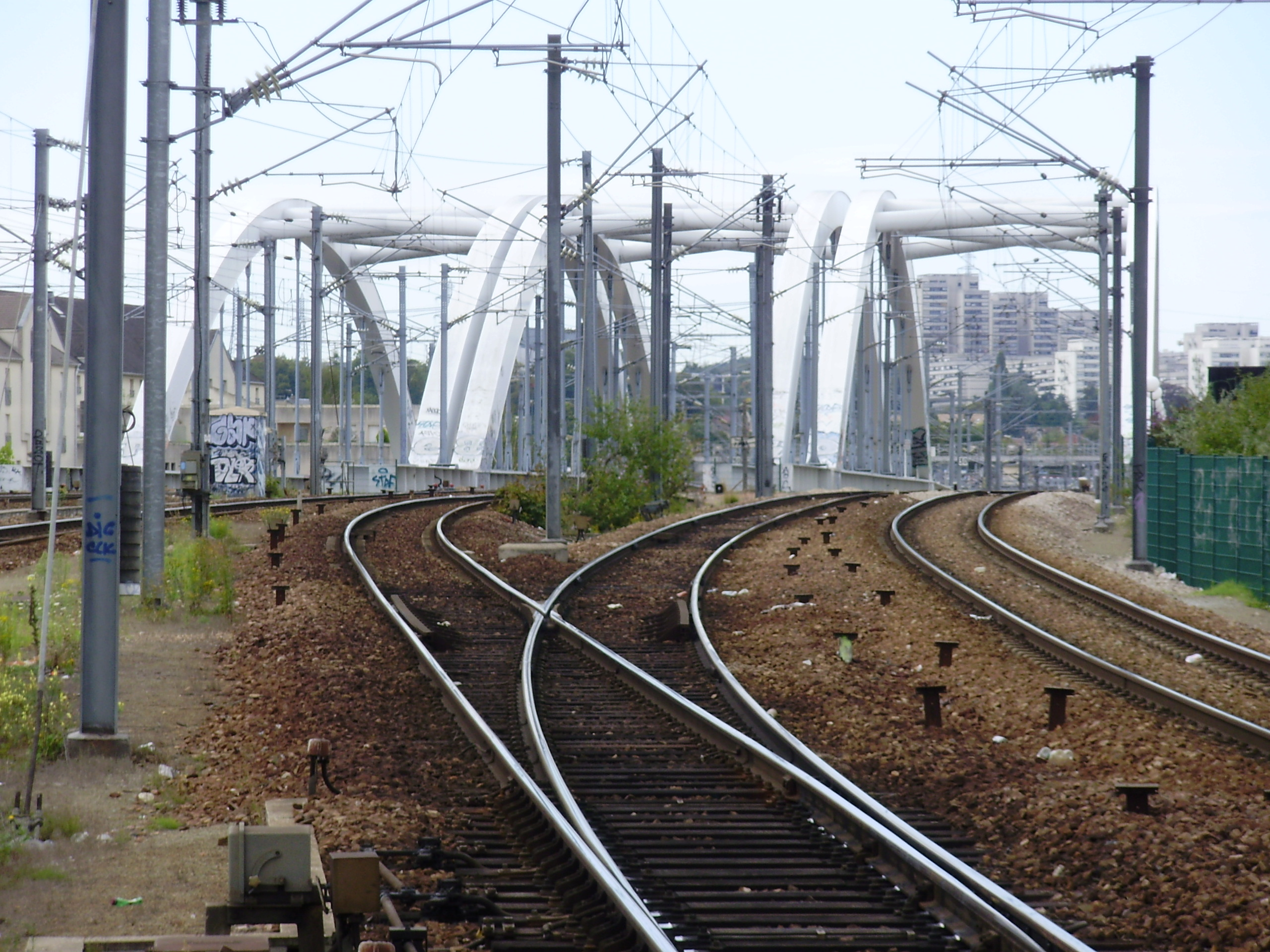
Pont ferroviaire sur l'Oise, vu depuis la gare.
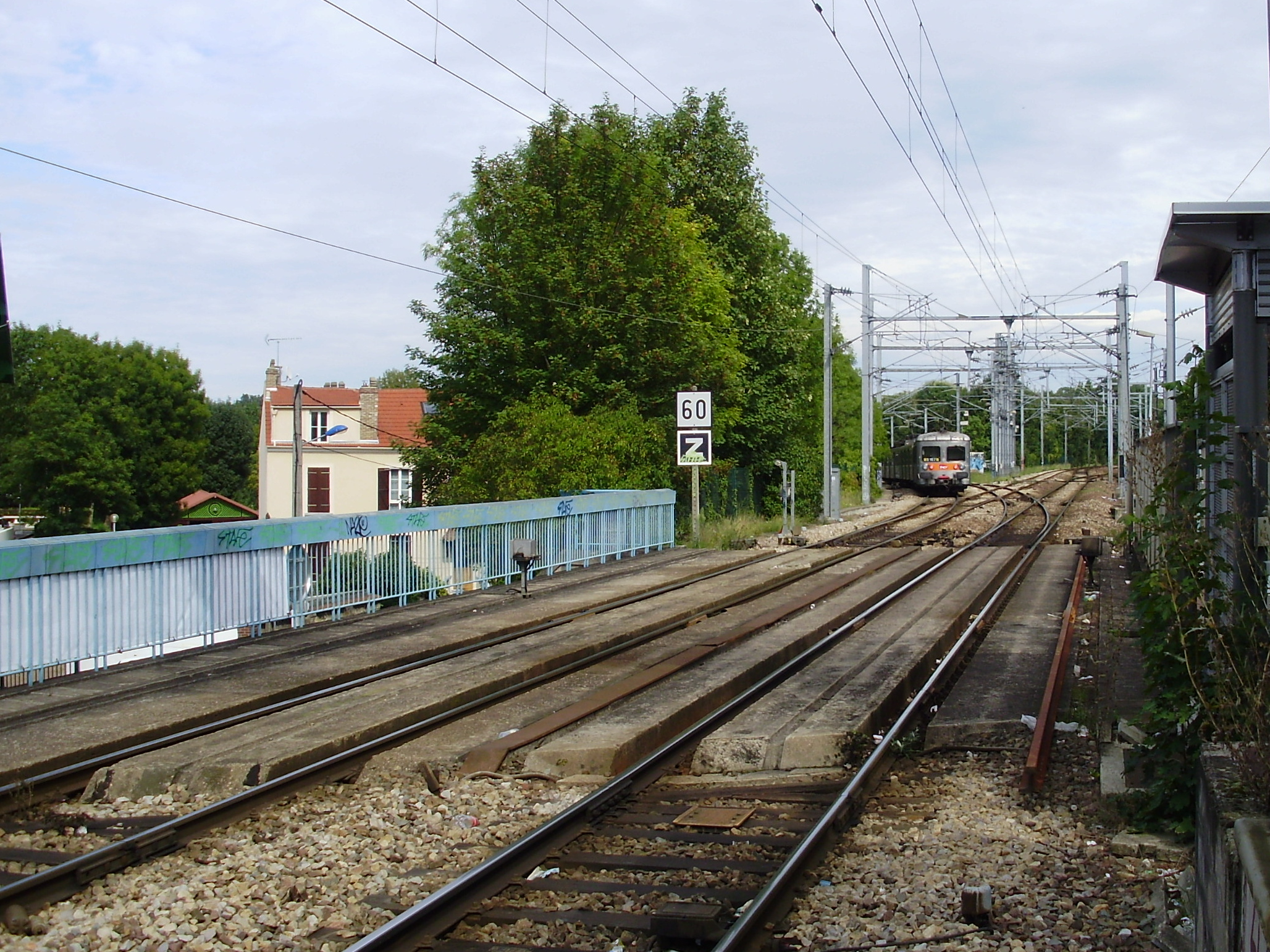
Z 6100 se dirigeant vers Creil, sur le raccordement d'Épluches.
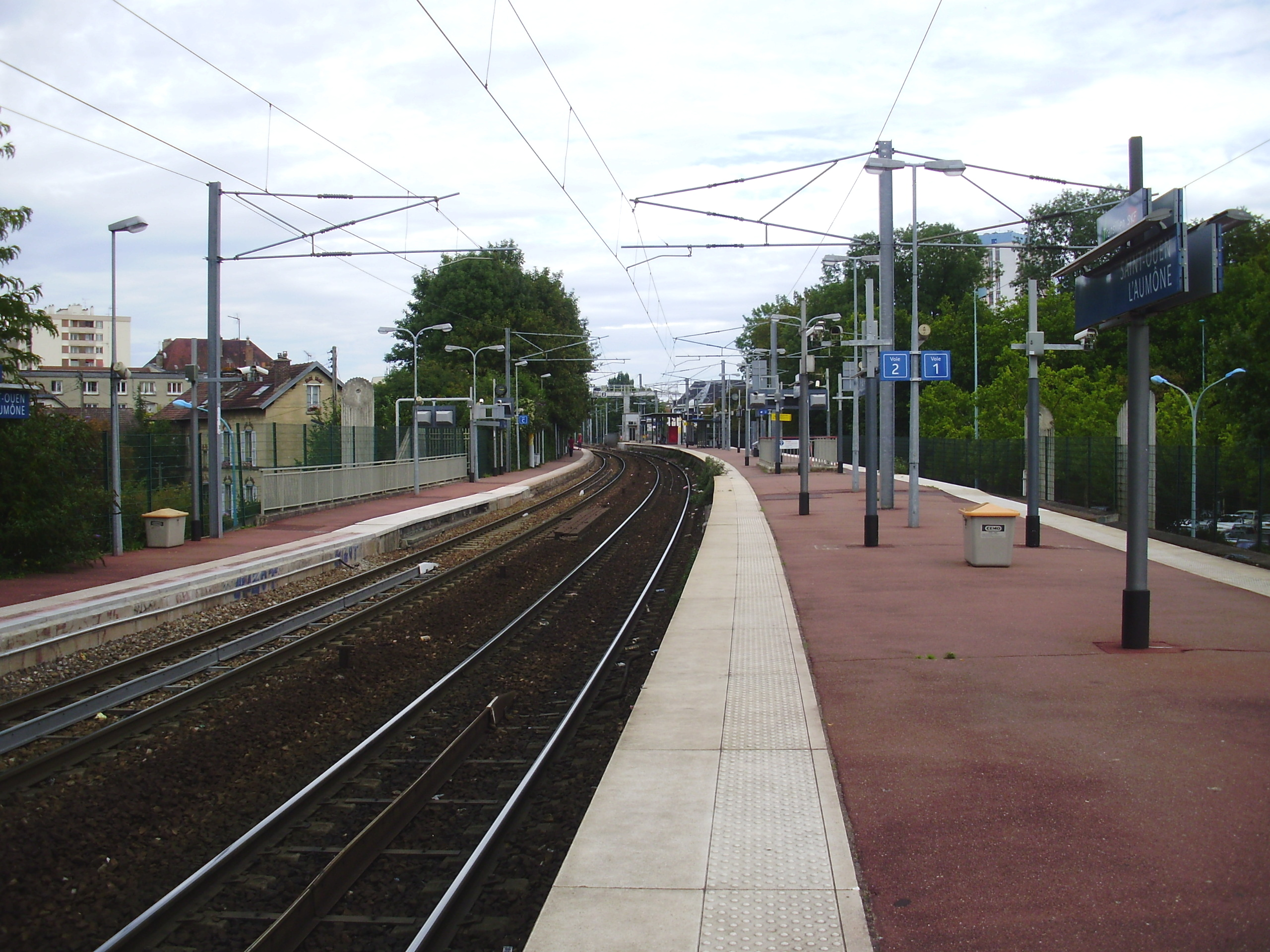
Vue d'ensemble des quais et des voies en regardant vers Paris depuis l'extrémité ouest du quai central.
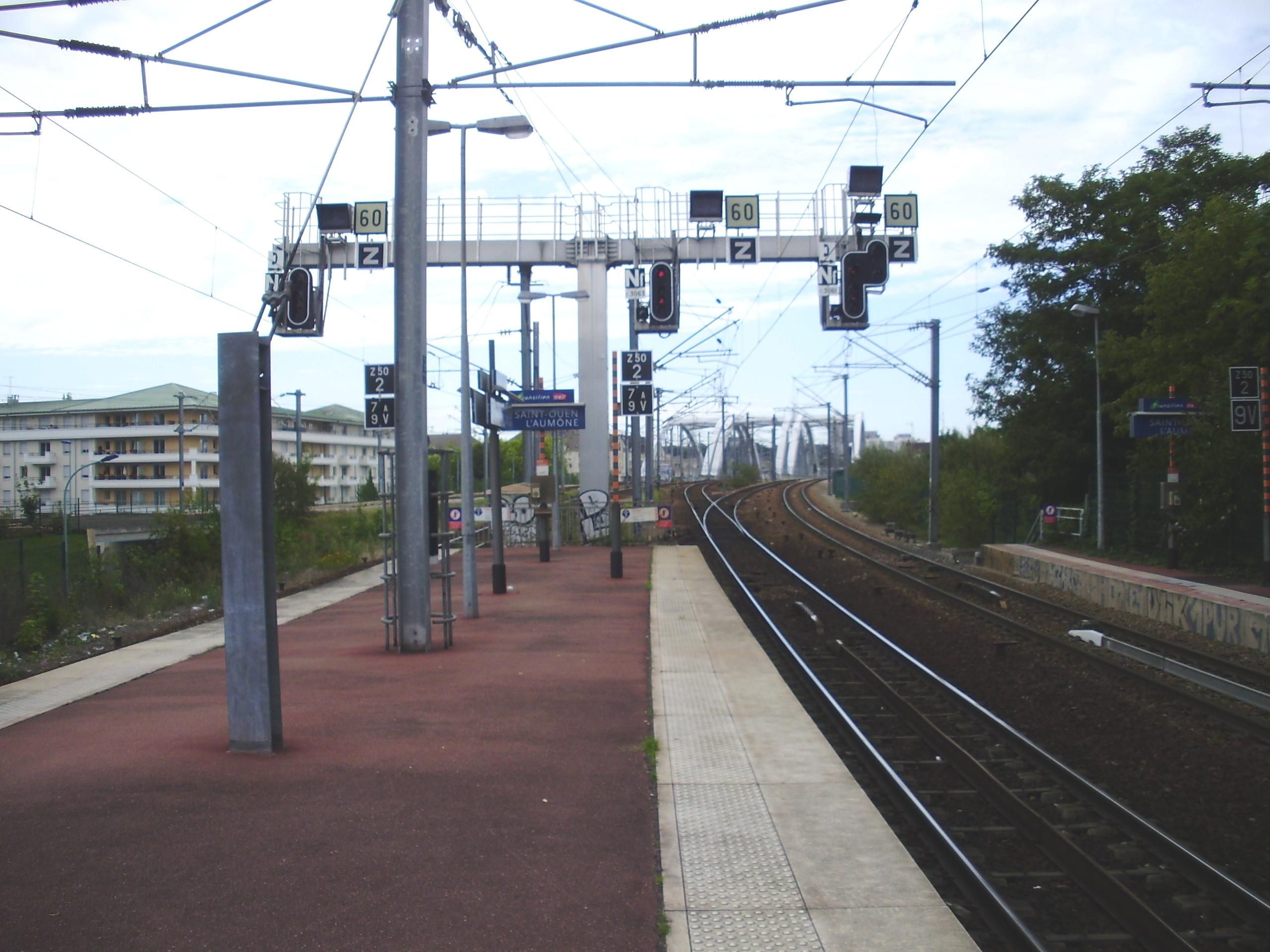
Extrémité ouest du quai central en regardant vers le pont sur l'Oise et Pontoise.